# Trávnik
Trávnik (in ungherese Komáromfüss) è un comune della Slovacchia facente parte del distretto di Komárno, nella regione di Nitra.